# La Chapelle-Felcourt
La Chapelle-Felcourt é uma comuna francesa na região administrativa do Grande Leste, no departamento de Marne. Estende-se por uma área de 9.58 km², e possui 49 habitantes, segundo o censo de 2018, com uma densidade de 5.1 hab/km².